# Grad Crikvenica
Grad Crikvenica är en stad i Kroatien.   Den ligger i länet Gorski kotar, i den centrala delen av landet, 120 km sydväst om huvudstaden Zagreb.
Följande samhällen finns i Grad Crikvenica:
- Crikvenica
- Dramalj
- Jadranovo